# Butters Stotch

Butters Stotch

Leopold „Butters” Stotch (vocea lui Matt Stone) este un personaj fictiv din serialul animat South Park.

## Descriere
Butters poartă o bluză turcoaz și pantaloni de culoare verde închis. Are un smoc de păr blond deschis în vârful capului. Este foarte emotiv și timid, dar foarte respectuos, răspunzându-i tatălui său — atunci când este mustrat — cu „Yes, sir”. Dată fiind naivitatea sa, este adesea folosit de către ceilalți băieți în situații dificile, care presupun imoralitate sau sacrificiu, așa cum s-a întâmplat în episodul „Casa Bonita”: Eric Cartman îl convinge să renunțe la a mai participa la petrecerea aniversară a lui Kyle, spunându-i că un meteorit are să lovească Terra (Leopold se ascunde într-un adăpost militar, unde rămâne până la sfârșitul săptămânii, când petrecerea ia sfârșit).